# The Lipton Championships 1996
Der The Lipton Championships 1996 waren ein Tennisturnier der WTA Tour 1996 für Damen und ein Tennisturnier der ATP Tour 1996 für Herren, welche zeitgleich vom 21. bis 31. März 1999 in Key Biscayne bei Miami stattfanden.

## Herrenturnier
→ Hauptartikel: The Lipton Championships 1996/Herren

## Damenturnier
→ Hauptartikel: The Lipton Championships 1996/Damen